# Exocentrus macretus
Exocentrus macretus là một loài bọ cánh cứng trong họ Cerambycidae.